# Sexsmith
Sexsmith es un pueblo canadiense situado en la provincia de Alberta.

## Superficie
Sexsmith tiene una superficie de 13,01 km².

## Demografía
En 2021, tenía 2427 habitantes, una densidad poblacional de 186,5 hab./km², y 929 viviendas.